# ビデオエッセイ
ビデオエッセイは、文章として書かれた随筆や小論文のように、議論を進めていく動画コンテンツのこと。随筆動画は、映画の構造と言語を利用して議論を発展させていく。

## 人気の高まり
このメディアは学術的なものに根ざしているが、YouTubeやVimeoなどのオンライン動画共有プラットフォームの出現により、その人気は劇的に高まった。そのような動画のほとんどは、娯楽を目的としているのだが、学術的な目的もあると主張する人もいる。
教室における随筆動画（小論動画）には、多くの教育的応用がある。例えば、会話をどうやって始めるのかという点や、能動的（積極的）に視聴する機会を提供するという点、著作権に関する授業や、評価する機会などがある。

## 著名なビデオエッセイ
随筆動画の制作者や、その動画シリーズとして頻繁に引用されるものとしては、Every Frame a Painting （TonyZhouとTaylorRamosによる映画編集の文法に関するシリーズ）や、Lindsay Ellis（アメリカのメディア評論家、映画評論家、Youtuber、以前はThe Nostalgia Chickとして知られていた著者）などがある。
StudioBinder、MUBI、Fandor、などのWebサイトにも、寄稿者が独自の小論動画を提供している。そうした寄稿者の1人であるKevinB.Leeは、2011年から2016年にかけて、Fandorのチーフ小論動画制作者として、小論動画は映画批評の正当な形式であると主張するのに貢献した。
2020年、キュレーターのCydnii Wilde Harrisは、WillDiGravio、KevinB.Leeと共に、ブラック・ライブズ・マター運動に関する随筆動画のプレイリストをまとめて、同メディアの活動家としての可能性を強調した。
随筆動画の形式は、理解しやすいが感情的に影響を与えることが多く、高価な機材を必要とせずに制作できるため、主流の映画批評や、メディア制作から取り残されてきた映画製作者や、地域社会のまとめ役をしている人々にとって、重要なツールとして機能している。

## 批判
一部の人の主張によれば、YouTuberが制作した小論動画はよく出来ているとはいえ、あくまでも意見記事としての体裁をとったものであって、説得力のある学術的な説明が原因で、動画の分析内容が視聴者に事実として受け取られてしまう可能性があるという。

## 研究
2014年、Society for Cinema Studiesの公式出版物であるMediaCommonsとCinema Journalが共同で、ビデオグラフィックの学術的著作物を査読付きで出版することを目的とした初の専門書 [in]Transition を創刊した。これは、単に厳選された動画作品を発表するための手段としてだけでなく、映画、メディア研究、および関連分野の新たな学術作品として、こうした動画を理解し、検証するための文脈を生み出すことを目的としている。
2015年以来、全米人文科学基金の助成を受け、ミドルベリー大学のDigital Liberal Arts Summer Instituteの後援のもと、Jason Mittell教授、Christian Keathley教授、Catherine Grant教授は2週間のワークショップを開催している。 このワークショップの目的は、動画を重要な言語として活用することによる様々な取り組みを探求し、革新的な人文学研究者が利用できる表現の可能性を広げることである。毎年、このワークショップには映画&メディア研究や、その関連分野で働く15名の学者が参加しており、その研究対象は視聴覚メディアに関係している。これは特に、映画や、テレビ、その他の新たなデジタルメディアのことである。
2018年、批評動画に特化したもう1つの査読付き学術出版物として、Tecmerin: Revista de Ensayos Audiovisualesが出版された。 同年、Will DiGravioは、著名な小論動画の制作者へのインタビューを載せたビデオエッセイ・ポッドキャストを開始した。 
2021年には、 研究プロジェクト「Video Essay. Futures of Audiovisual Research and Teaching」が開始された。この研究プロジェクトはSwiss National Science Foundationによるもので、メディア研究者で小論動画制作者のJohannes Binottoが中心となり、Chloé Galibert-Laîné、Oswald Iten、Jialu Zhuが主な研究者として参加した。